# ناصر الهاجري
ناصر الهاجري ، لاعب كرة قدم كويتي سابق.
مدافع يسار
الطول 189 cm
الوزن 82 kg
وهو يلعب مع نادي النصر الكويتي.
من سنة 1995 إلى سنة 2008
وانتقل إلى (نادي السالميه الكويتي)
بمبلغ وقدره 35000 دينار كويتي
بصفقه تكفل بها الشيخ تركي اليوسف
وقد لعب مع منتخب الكويت لكرة القدم.
مثل المنتخب للشباب سنة 1999
والمنتخب الأولمبي سنة 2003
والمنتخب الأول سنة 2005 لغاية 2007
عدد المباريات الدولية (7)
عدد الاهداف (12)
يسكن حاليا بالكويت

## روابط خارجية
- ناصر الهاجري على موقع ناشيونال فوتبول تيمز (الإنجليزية)